# Матвей Игонен
Матвей Игонен (на естонски: Matvei Igonen) е естонски футболист, който играе на поста вратар. Състезател на Ботев Пловдив.

## Кариера
Игонен е бивш играч на Инфонет, Лилестрьом, Флора Талин и Подбескидже.
На 10 юли 2023 г. естонецът подписва с пазарджишкия Хебър. Дебютира на 29 юли при победата с 1:0 като домакин на Берое.

## Национална кариера
На 27 март 2021 г. Матвей дебютира в официален мач за националния отбор на Естония, при загубата с 4:2 като гост на националния отбор на Беларус, в среща от квалификациите за Световното първенство по футбол през 2022 г.

## Успехи
Инфонет
- Мейстрилийга (1): 2016
- Есилига (1): 2012
- Купа на Естония (1): 2017
- Суперкупа на Естония (1): 2017

 Флора Талин
- Мейстрилийга (2): 2019, 2020
- Суперкупа на Естония (1): 2021

### Национален отбор
- Балтийска купа (1): 2020